# سعيد محسن علي
سعيد محسن علي (بالإنجليزية: Saeed Mohsen)‏؛ مواليد 22 يناير 1982 في العراق، هو لاعب كرة قدم عراقي يلعب لنادي النجف ومنتخب العراق لكرة القدم.

## روابط خارجية
- سعيد محسن علي على موقع قاعدة بيانات كرة القدم.إي يو (الإنجليزية)
- سعيد محسن علي على موقع ناشيونال فوتبول تيمز (الإنجليزية)